# Яндельсбрунн
Яндельсбрунн (нім. Jandelsbrunn) — громада в Німеччині, знаходиться в землі Баварія. Підпорядковується адміністративному округу Нижня Баварія. Входить до складу району Фраюнг-Графенау.
Площа — 42,40 км2. Населення становить 3291 ос. (станом на 31 грудня 2020).